# قصر السجود
قصر السجود هو إحدى القصور الرئاسية في العراق والذي بناه الرئيس العراقي الأسبق«صدام حسين».

## الموقع
يقع في العاصمة العراقية بغداد تحديدا في المنطقة الخضراء ويحده من الشمال شارع القادسية ومن الجنوب نهر دجلة ومن الغرب السفارة الإيطالية.

## التسمية
سمي بقصر الساجدة نسبة إلى زوجة صدام حسين. وهي ساجدة خير الله طلفاح. وبعد الحملة الإيمانية التي أطلقها صدام عام 1991م تحول من الساجدة إلى السجود.
و كان القصر من المواقع المهمة التي يصعب الوصول إليها إلا من قبل العناصر الأمنية التابعة إلى صدام حسين.
وتم قصفه من قبل قوات التحالف الأمريكي بعد أحداث 2003م فأصبح القصر متضررا بشكل ملحوظ، واستغله الأمريكان كثكنة عسكرية لهم منذ عام 2003م، وسُلم للحكومة العراقية بعد ذلك.
وإحدى غرف هذا القصر كانت مُعتقل صدام حسين طيلة فترة احتجازه وحتى تنفيذ حكم الإعدام.